# Alejandro Martinuccio
Alejandro Martinuccio, né le 16 décembre 1987 à Buenos Aires, est un footballeur argentin évoluant au club brésilien de Chapecoense.

## Biographie
"El Negro" a été formé dans les divisions de base de River Plate.
Alejandro ne fait pas le déplacement en Colombie pour la finale aller de la Copa Sudamericana 2016 due à une blessure, ainsi il évite la tragédie qui a touché Chapecoense lors du Vol 2933 LaMia Airlines.

## Palmarès
- Avec Peñarol :
  - Finaliste de la Copa Libertadores en 2011.
  - Champion d'Uruguay en 2010.